# 12158 Тейп
12158 Тейп (12158 Tape) — астероїд головного поясу, відкритий 29 вересня 1973 року.
Тіссеранів параметр щодо Юпітера — 3,250.